# Vertova
Vertova (lombardul: Èrfa vagy Èrtoa) település Olaszországban, Lombardia régióban, Bergamo megyében. Lakosainak száma 4396 fő (2023. január 1.). Vertova Casnigo, Colzate, Cornalba, Costa Serina, Fiorano al Serio, Gazzaniga és Oneta községekkel határos.

## Népesség
A település lakossága az elmúlt években az alábbi módon változott:
| Lakosok száma | 4709 | 4642 | 4396 |
|               | 2017 | 2018 | 2023 |